# Kissology Volume Three: 1992-2000
Kissology Volume Three: 1992-2000 è una raccolta di video del gruppo hard rock statunitense Kiss, pubblicata in formato DVD il 18 dicembre 2007 per l'etichetta VH1 Classic Records.
Il cofanetto contiene quattro DVD all'interno dei quali sono registrati vari filmati del gruppo registrati tra il 1992 e il 2000. Come i due video precedenti, anche questo contiene un quarto DVD bonus che varia a seconda delle catene di distribuzione in cui è venduto.

## Tracce

### Disco 1
- Concerto al Palace of Auburn Hills, Detroit (27 novembre 1992)

1. Creatures Of The Night
2. Deuce
3. I Just Wanna
4. Unholy
5. Parasite
6. Heaven's on Fire
7. Domino
8. Watchin' You
9. War Machine
10. Rock And Roll All Nite
11. Lick It Up
12. Take It Off
13. I Love It Loud
14. Detroit Rock City
15. God Gave Rock 'N Roll to You II
16. Love Gun
17. The Star-Spangled Banner

- Dietro le quinte prima di MTV Unplugged (9 agosto 1995)
- Esibizione allo show MTV Unplugged (9 agosto 1995)

1. Comin' Home
2. Plaster Caster
3. Goin' Blind
4. Do You Love Me?
5. Domino
6. Got To Choose
7. Sure Know Something
8. A World Without Heroes
9. Hard Luck Woman
10. Rock Bottom
11. See You Tonight
12. I Still Love You
13. Every Time I Look at You
14. Heaven's on Fire
15. Spit
16. C'mon And Love Me
17. God Of Thunder
18. 2,000 Man
19. Beth
20. Nothin' to Lose
21. Rock and Roll all Nite

- Easter Egg: Sessioni in studio per l'album Carnival of Souls

### Disco 2
- Concerto al Tiger Stadium, Detroit (28 giugno 1996)

1. Deuce
2. King Of The Night Time World
3. Do You Love Me?
4. Calling Dr. Love
5. Cold Gin
6. Christine Sixteen
7. Love Gun
8. Shout It Out Loud
9. Watchin' You
10. Firehouse
11. Strutter
12. Shock Me
13. Rock Bottom)
14. God Of Thunder
15. Let Me Go, Rock 'N' Roll
16. 100,000 Years
17. Rock And Roll All Nite

- Esibizione agli MTV Music Video Awards, New York (4 settembre 1996)

1. Rock And Roll All Nite
2. New York Groove
3. Deuce
4. Calling Dr. Love
5. Love Gun

- Concerto al Dodger Stadium di Los Angeles (Parte 1, 31 ottobre 1998)

1. Psycho Circus
2. Shout It Out Loud
3. Let Me Go, Rock 'N' Roll
4. Shock Me
5. Do You Love Me?
6. Calling Dr. Love
7. Firehouse
8. Cold Gin
9. Nothin' To Lose
10. She
11. I Was Made for Lovin' You

- Easter Egg: Soudcheck prima dell'esibizione agli MTV Music Video Awards

### Disco 3
- Concerto al Dodger Stadium di Los Angeles (Parte 2, 31 ottobre 1998)

1. Into The Void
2. Love Gun
3. Within
4. 100,000 Years
5. King Of The Night Time World
6. God Of Thunder
7. Deuce
8. Detroit Rock City
9. Beth
10. Black Diamond
11. Rock And Roll All Nite

- Festa della prima proiezione del film Detroit Rock City (Los Angeles, 8 settembre 1999)

1. Detroit Rock City
2. Shout It Out Loud
3. Cold Gin
4. Rock And Roll All Nite

- Concerto alla Continental Arena di East Rutherford (27 giugno 2000)

1. Detroit Rock City
2. Deuce
3. Shout It Out Loud
4. Firehouse
5. Heaven's on Fire
6. Let Me Go, Rock 'N' Roll
7. Shock Me
8. Psycho Circus
9. God Of Thunder
10. 100,000 Years
11. Love Gun
12. Black Diamond
13. Beth
14. Rock And Roll All Nite

- Easter Egg: Esibizione del brano 2,000 Man alla mezzanotte del concerto tenuto tra il 31 dicembre 1999 e il 1º gennaio 2000.

### Disco 4
Ogni versione del disco è indicata secondo la catena di negozi in cui è distribuito. Ogni disco ha però in comune un video, un'esibizione del 22 dicembre 1973 a New York, contenente le seguenti canzoni.
1. Deuce
2. Cold Gin
3. Nothin' To Lose
4. Strutter
5. Firehouse
6. Let Me Know
7. 100,000 Years
8. Black Diamond
9. Let Me Go, Rock 'N' Roll

#### Best Buy
- Concerto a San Paolo del Brasile (27 agosto 1994)

1. Creatures Of The Night
2. Deuce
3. Parasite
4. Unholy
5. I Stole Your Love
6. Cold Gin
7. Watchin' You
8. Firehouse
9. Got To Choose
10. Calling Dr. Love
11. Makin' Love
12. War Machine
13. I Was Made for Lovin' You
14. Domino
15. Love Gun
16. Lick It Up
17. God Of Thunder
18. I Love It Loud
19. Detroit Rock City
20. Black Diamond
21. Heaven's on Fire

#### Wal-Mart
- Concerto al Madison Square Garden di New York (27 luglio 1996)

1. Deuce
2. Calling Dr. Love
3. Cold Gin
4. Let Me Go, Rock 'n' Roll
5. Shout It Out Loud
6. Watchin' You
7. Firehouse
8. Shock Me
9. Strutter
10. Rock Bottom
11. God Of Thunder
12. Love Gun
13. 100,000 Years
14. Black Diamond
15. Detroit Rock City
16. Rock And Roll All Nite

#### Altre catene
- Concerto al KROQ Weenie Roast, Irvine Meadows (15 giugno 1996)

1. Deuce
2. Love Gun
3. Cold Gin
4. Calling Dr. Love
5. Firehouse
6. Shock Me
7. 100,000 Years
8. Detroit Rock City
9. Black Diamond
10. Rock and Roll All Nite

#### VH1
Questa versione del DVD bonus è disponibile solo se il video viene ordinato direttamente presso l'etichetta discografica. Contiene il film Detroit Rock City.

## Formazione

### Disco 1
- Gene Simmons - basso, voce
- Paul Stanley - chitarra ritmica, voce
- Eric Singer - batteria
- Bruce Kulick - chitarra solista

### Dal disco 2 al disco 4
- Gene Simmons - basso, voce
- Paul Stanley - chitarra ritmica, voce
- Peter Criss - batteria, voce
- Ace Frehley - chitarra solista, voce